# Regard du Bernage
Le regard du Bernage est un regard, situé à Paris, en France.

## Localisation

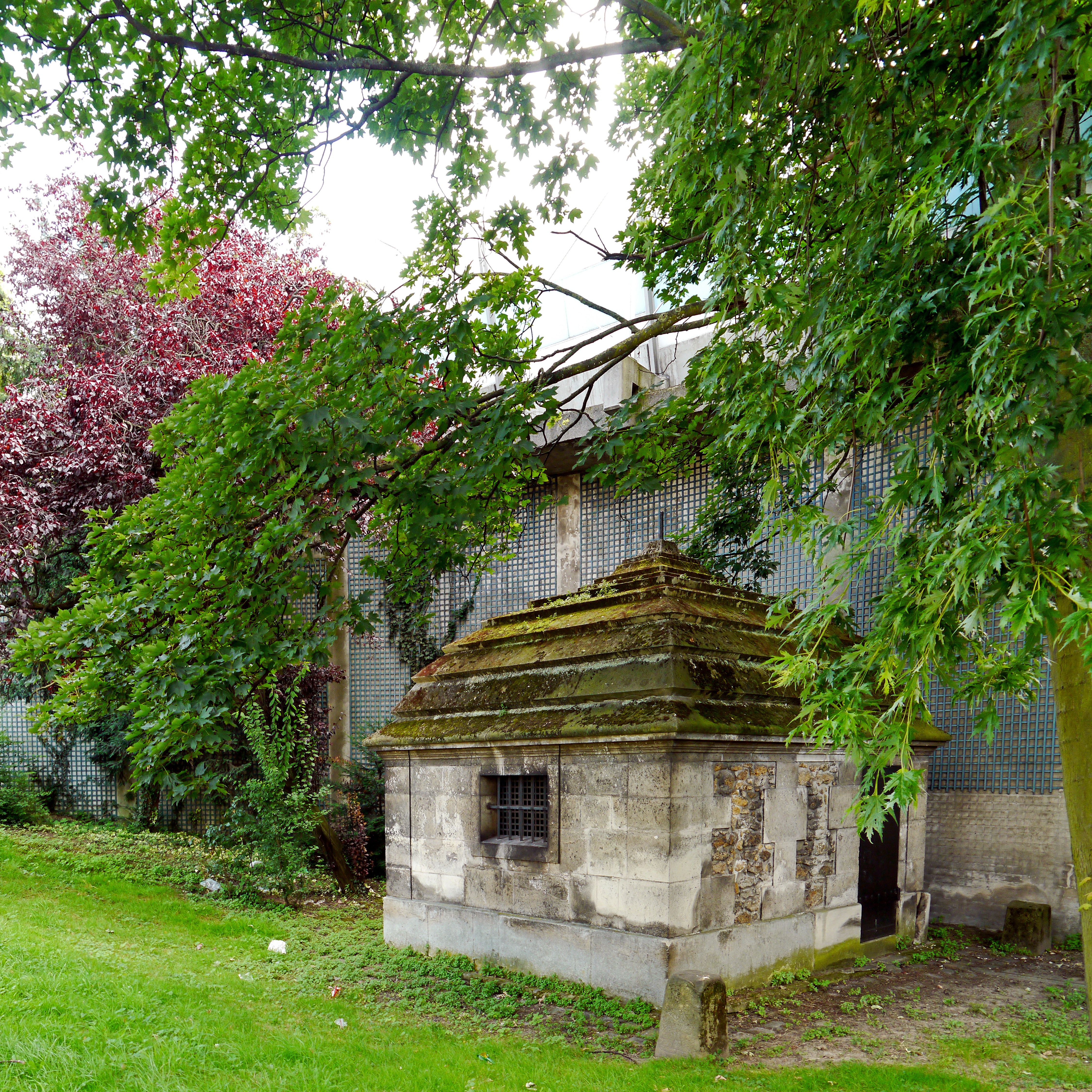
Le regard en 2012.

Le regard est situé dans le 19e arrondissement de Paris, à l'intersection de la rue Alexander-Fleming et de l'avenue du Belvédère, le long du boulevard périphérique.

## Historique
Le regard est construit dans le cadre des aménagements hydrauliques des Eaux du Pré-Saint-Gervais, permettant d'acheminer les sources de la colline vers le prieuré Saint-Lazare, à Paris. Il est rénové au XVIIIe siècle.
L'édifice est classé au titre des monuments historiques en 1899.